# Hüseyinli, Sincik
Hüseyinli là một xã thuộc huyện Sincik, tỉnh Adıyaman, Thổ Nhĩ Kỳ. Dân số thời điểm năm 2011 là 959 người.